# Tải lượng lơ lửng
Tải lượng lơ lửng của một dòng chất lưu, chẳng hạn như một dòng sông, là phần trầm tích của nó được nâng lên bởi dòng chảy của chất lưu trong quá trình vận chuyển trầm tích. Nó được giữ lơ lửng bởi sự nhiễu loạn của chất lưu. Tải trọng lơ lửng nói chung bao gồm các hạt nhỏ hơn, như sét, bột và cát mịn.

## Vận chuyển trầm tích

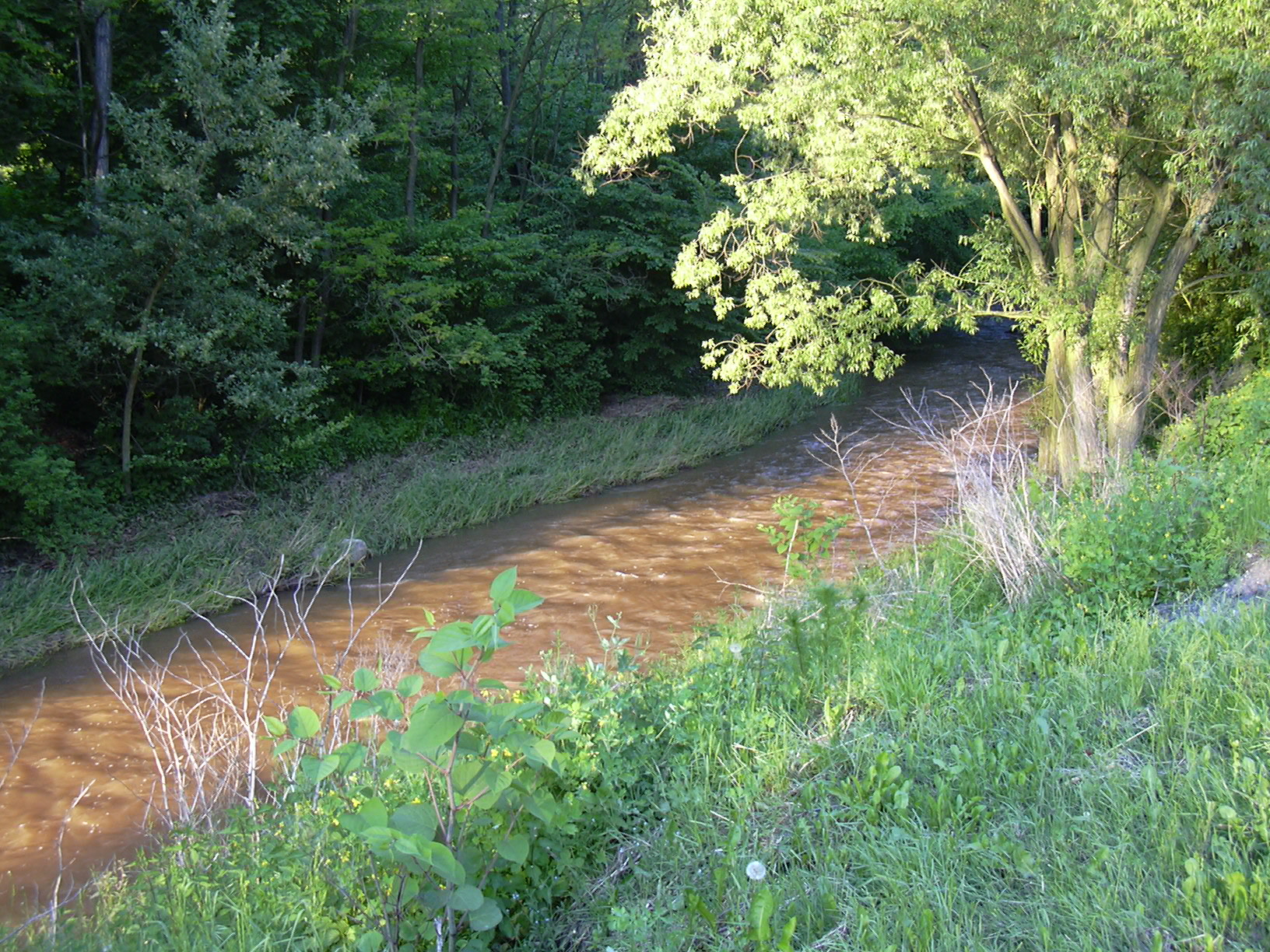
Vận chuyển trầm tích

Tải lượng lơ lửng là một trong ba lớp của hệ thống vận chuyển trầm tích sông suối. Tải lượng đáy bao gồm các trầm tích lớn hơn được vận chuyển bằng cách nhảy cóc, lăn và kéo lê dưới lòng sông suối. Tải lượng lơ lửng là lớp giữa bao gồm các trầm tích nhỏ hơn ở trạng thái lơ lửng. Tải lượng rửa trôi là lớp trên cùng bao gồm các trầm tích nhỏ nhất có thể nhìn thấy bằng mắt thường; tuy nhiên, tải lượng rửa trôi dễ dàng trộn lẫn với tải lượng lơ lửng trong quá trình vận chuyển do quá trình rất giống nhau. Tải lượng rửa trôi không bao giờ chạm vào đáy ngay cả khi ở bên ngoài dòng chảy.

## Thành phần
Ranh giới giữa tải lượng đáy và tải lượng lơ lửng là không rõ ràng, vì hạt có ở trạng thái lơ lửng hay không là phụ thuộc vào tốc độ dòng chảy - thật dễ dàng để tưởng tượng một hạt di chuyển giữa tải lượng đáy, lơ lửng một phần và lơ lửng hoàn toàn trong chất lưu có dòng chảy biến đổi. Tải lượng lơ lửng thường bao gồm các hạt kích thước cỡ cát mịn, bột và sét, mặc dù các hạt lớn hơn (cát thô) có thể được chở đi trong các cột nước thấp hơn với dòng chảy mạnh.

## Tải lượng lơ lửng so với trầm tích lơ lửng
Tải lượng lơ lửng và trầm tích lơ lửng rất giống nhau, nhưng về bản chất là không giống nhau. Trầm tích lơ lửng chứa trầm tích được nâng lên trong các vùng sông, nhưng không giống như tải lượng lơ lửng, không cần phải có nhiễu loạn để giữ cho nó được nâng lên. Tải lượng lơ lửng lại yêu cầu có vận tốc để duy trì vận chuyển trầm tích phía trên đáy sông suối. Với vận tốc thấp, trầm tích sẽ lắng đọng.

## Vận tốc
Tải lượng lơ lửng được chuyên chở trong phần từ dưới đến giữa của cột nước và di chuyển với tốc độ bằng một phần lớn của tốc độ dòng chảy trung bình của dòng chảy, với số Rouse nằm trong khoảng từ 0,8 đến 1,2. Các tỷ lệ trong phạm vi số Rouse chỉ ra cách thức trầm tích sẽ được vận chuyển như thế nào so với vận tốc hiện tại. Nó là tỷ lệ của vận tốc rơi và vận tốc nâng đối với hạt. 
| Phương thức vận chuyển | Số Rouse (x) |
| ---------------------- | ------------ |
| Tải lượng đáy          | x > 2,5      |
| Tải lượng lơ lửng 50%  | 1,2 < x <2,5 |
| Tải lượng lơ lửng 100% | 0,8 < x <1,2 |
| Tải lượng rửa trôi     | x < 0,8      |

## Biểu đồ

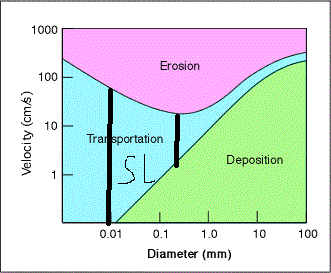

Tải lượng lơ lửng thường được biểu diễn trực quan bằng hai sơ đồ. Đường cong Hjulström sử dụng vận tốc và kích thước trầm tích để so sánh tỷ lệ xói mòn, vận chuyển và lắng đọng. Trong khi biểu đồ này cho thấy tỷ lệ, một lỗ hổng của biểu đồ Hjulström là nó không hiển thị độ sâu của lạch nước để lấy tỷ lệ ước tính.
Biểu đồ thứ hai được sử dụng là biểu đồ Shields. Biểu đồ Shields sử dụng ứng suất Shields quan trọng và số Reynolds để ước tính tốc độ vận chuyển. Biểu đồ Shields được coi là biểu đồ chính xác hơn để ước tính tải lượng lơ lửng.

## Đo tải lượng lơ lửng

### Ứng suất cắt
Để tìm công suất cho vận chuyển trầm tích. Ứng suất cắt giúp xác định lực cần thiết để cho phép vận chuyển trầm tích.
{\displaystyle \tau =Pw.g.d.s}

### Ứng suất cắt tới hạn
Điểm mà tại đó trầm tích được vận chuyển trong một dòng chảy.
{\displaystyle \tau {\scriptstyle {\text{c}}}=\tau {\scriptstyle {\text{c}}}.g.(p{\scriptstyle {\text{s}}}-p{\scriptstyle {\text{w}}})d50}

### Tốc độ vận chuyển tải lượng lơ lửng
{\displaystyle q{\scriptstyle {\text{s}}}=w.h.c{\scriptstyle {\text{a}}}.[((a/h)^{z}-(a/h))/((1-a/h)Z.(1.2-Z))]}